# 伊根町立筒川小学校
伊根町立筒川小学校（いねちょうりつ つつかわしょうがっこう）は京都府与謝郡伊根町にあった公立小学校。
児童数減少のため、1994年3月をもって廃校となった。現在、校舎跡地は筒川文化センターという研修宿泊施設になっている。

## 所在地
- 京都府与謝郡伊根町本坂279番地

## 沿革
- 1873年6月 - 民家の別棟に仮教室を設け、菅野校が創立。
- 1874年10月 - 野村校創立。
- 1887年7月 - 菅野尋常小学校、野村尋常小学校と改称し、両校に簡易科を設置する。
- 1892年4月 - 野村校を大道尋常小学校と改称する。
- 1892年7月 - 菅野校を城山尋常小学校と改称する。
- 1908年4月 - 大道校、城山校を統一し、筒川尋常小学校と改称する。
- 1909年 - 校歌、校訓を制定する（現在不明）。
- 1920年4月 - 高等科を設置して筒川尋常高等小学校と改称する。
- 1936年 - 校訓の制定。
- 1941年4月1日 - 筒川国民学校と改称する。
- 1947年4月1日 - 筒川小学校と改称する。
- 1954年11月3日 - 伊根町立筒川小学校と改称する。
- 1994年3月 - 児童数減少により廃校。4月、伊根町立本庄小学校と統合。